# Bruno Morassutti
Bruno Morassutti (Padova, 8 dicembre 1920 – Belluno, 4 settembre 2008) è stato un architetto italiano.

## Biografia

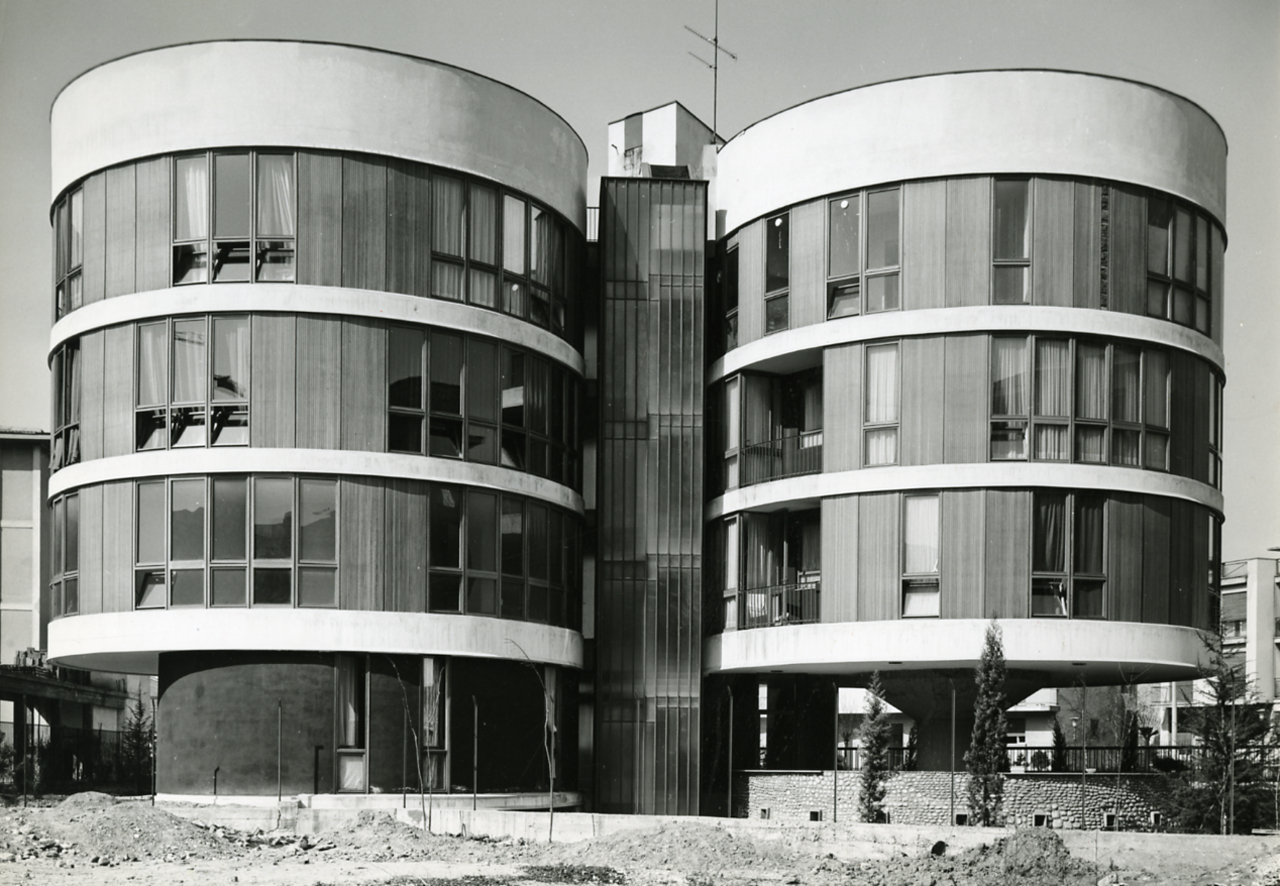
La "Casa a tre cilindri" fotografata da Paolo Monti nel 1970

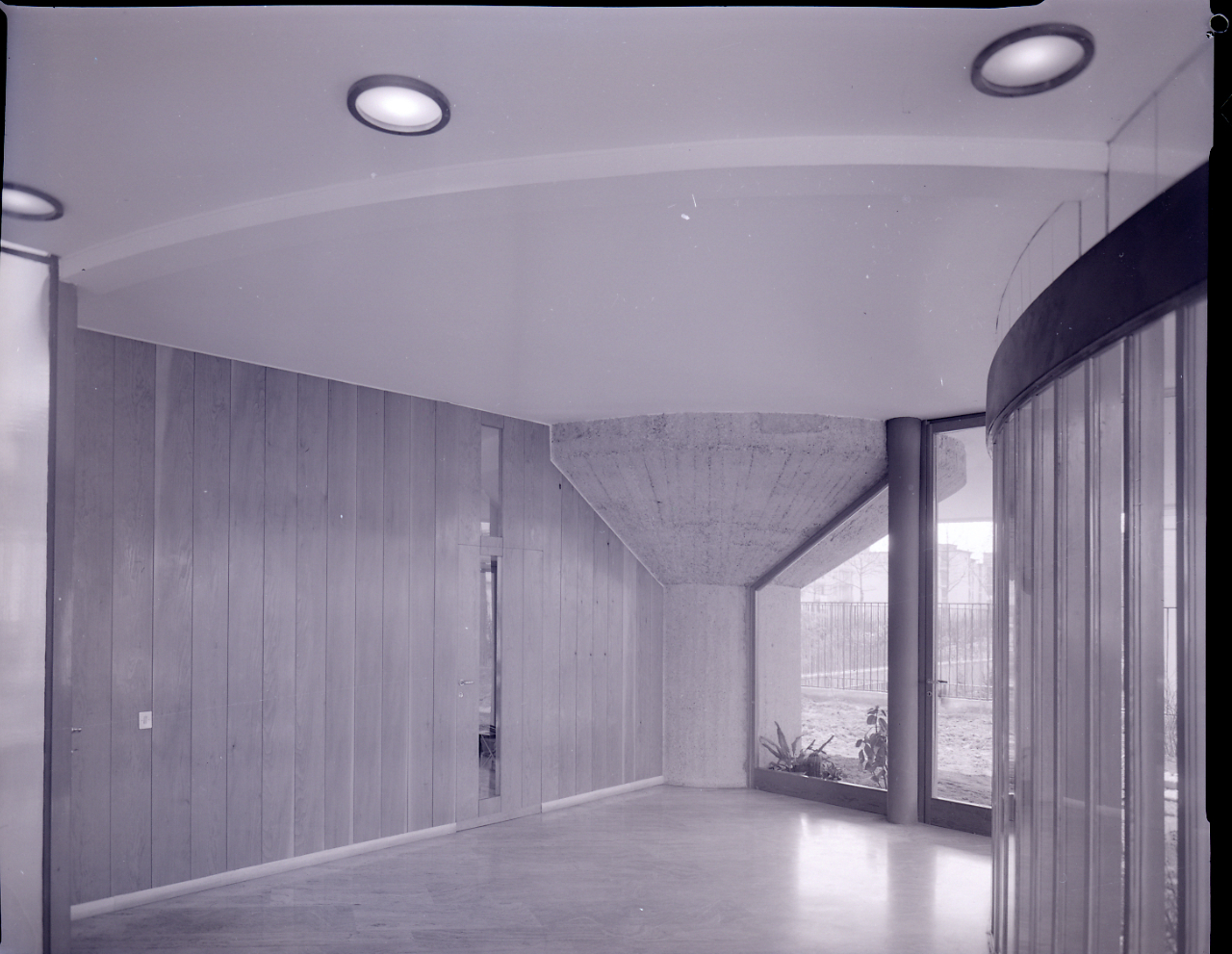
Scorcio dell’interno della "Casa a tre cilindri". Foto di Paolo Monti.

Nato a Padova nel 1920, frequenta il ginnasio a Belluno dal 1932 al 1937 e il liceo classico a Padova dal 1937 al 1940. Si iscrive all'Istituto Universitario di Architettura di Venezia e segue gli insegnamenti di Giuseppe Samonà, Egle Renata Trincanato e Carlo Scarpa in anni di forte rinnovamento per la scuola. Tra i suoi compagni di corso figurano Angelo Masieri, Marcello D'Olivo, Gianni Avon ed Edoardo Gellner.
Dopo la laurea conseguita nel 1946 collabora per due anni, dal 1947 al 1948, nello studio del fratello Giovanni, ingegnere formatosi a Vienna. Partecipa all'VIII Triennale, nella sezione curata da Scarpa, con alcuni progetti di design e cura l'allestimento per l'esposizione E48 al Caffè Pedrocchi di Padova.
Affascinato dal maestro Frank Lloyd Wright, Bruno Morassutti nel 1949 parte per frequentare il Taliesin Fellowship, soggiornando alla comunità studio di Frank Lloyd Wright a Taliesin in Wisconsin e poi a Taliesin West in Arizona.
Prima di rientrare in Italia compie un itinerario attraverso l'America per visitare le opere di Ludwig Mies van der Rohe, Richard Neutra e dello stesso Wright raccogliendo una nutrita documentazione fotografica che utilizzerà per lezioni e conferenze. Di ritorno da Taliesin in più occasioni Illustra l'esperienza nella comunità e, invitato da Gio Ponti, presenta sulle pagine del periodico Domus due progetti di Wright: il Johnson Wax Building e la Research Tower.
Nel 1954 realizza a Jesolo la casa di vacanza per la propria famiglia e, dopo una breve collaborazione con Carlo Scarpa per il completamento di villa Romanelli a Udine (1954-1956), si trasferisce a Milano e si associa ad Angelo Mangiarotti. Lo studio, con cui collabora per i progetti più complessi l'ingegnere Aldo Favini, si dedica in particolar modo alla sperimentazione di soluzioni innovative per l'industrializzazione delle costruzioni. Realizzazioni significative per l'utilizzo di moduli e componenti edilizi prefabbricati sono gli edifici industriali a Padova (1959) e Longarone (Belluno, 1965), l'unità residenziale Le Fontanelle a San Martino di Castrozza (Trento) (1964) e i sistemi di prefabbricazione progettati tra gli anni settanta e ottanta. Altre opere, emblematiche della ricerca di un connubio tra forma e costruzione ispirata alle architetture americane di Wright e Mies, sono il progetto di grattacielo a Genova (1955), la chiesa di Baranzate (Milano) (1956-58) e gli edifici residenziali di via Gavirate (1959-1962) - tra cui la "Casa a tre cilindri" - e di via Quadronno (1960-1962) a Milano, la Villa von Saurma (1962-1964) a Termini di Sorrento (Napoli).
Il sodalizio con Mangiarotti si interrompe all'inizio degli anni sessanta. Nel 1969 Morassutti crea lo studio Morassutti & Associati Architetti, con Maria Gabriella Benevento, Giovanna Gussoni, Mario Memoli e Aldo Favini. Risalgono a questo periodo il Centro istruzione IBM a Novedrate (Como, 1970-1974), casa Carlevaro a Segrate (Milano, 1969-1970) e una serie di progetti per la prefabbricazione residenziale. Negli ultimi due decenni di attività, l'interesse di Bruno Morassutti si è rivolto soprattutto ai temi dell'architettura religiosa e dello spazio pubblico.
Muore a Belluno nel 2008.

## Archivio
Il Fondo Bruno Morassutti, conservato presso l'Archivio progetti dell'Università IUAV di Venezia, contiene documentazione dal 1952 al 2005 L’archivio è stato conservato nello studio di via Quadronno a Milano fino al 2008 quando è stato ceduto in comodato d’uso all'Archivio Progetti su iniziativa dello stesso architetto.

## Opere
Progetti principali.

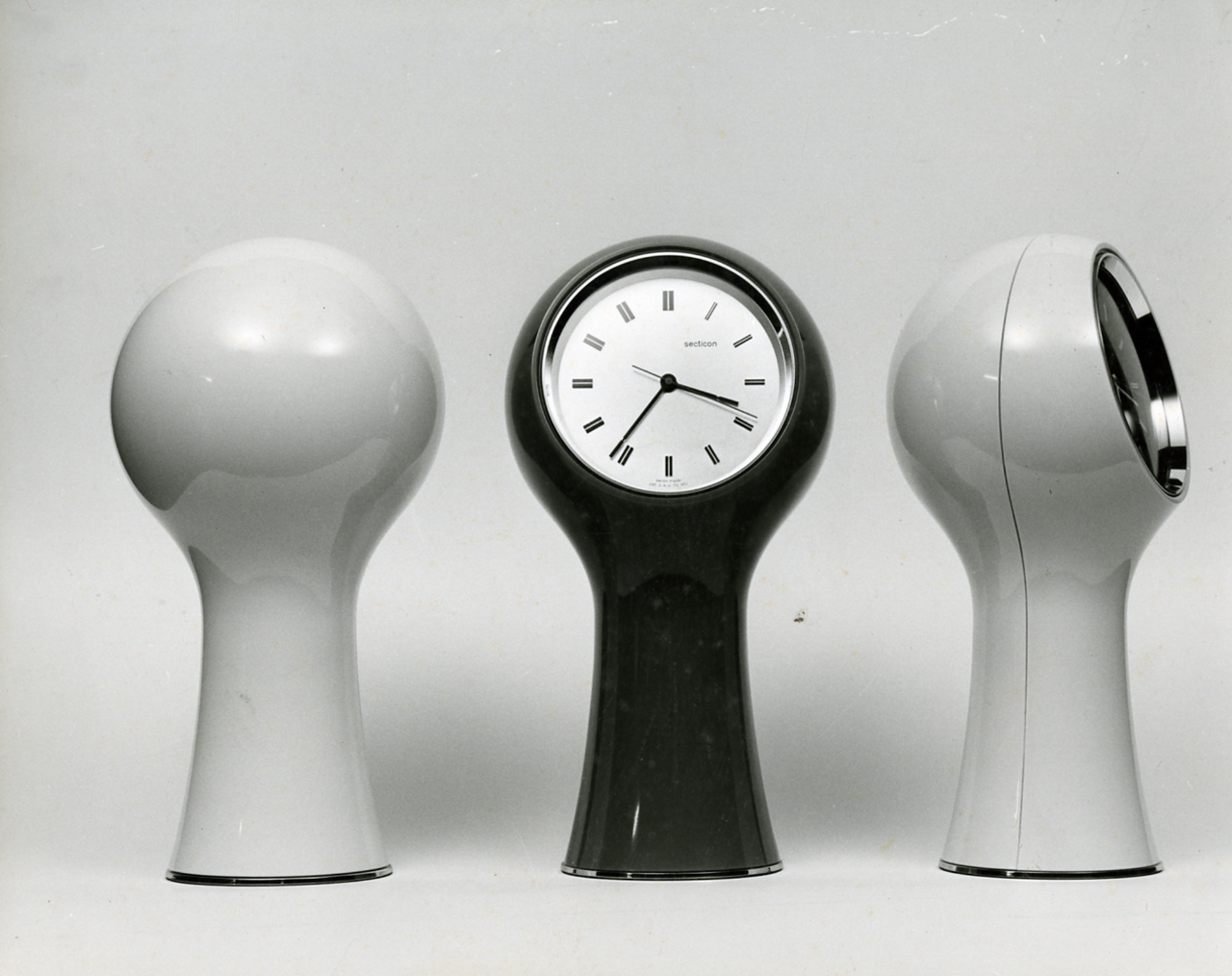
Angelo Mangiarotti e Bruno Morassutti, Secticon C-1 e C-2, 1960, orologi da tavolo, per l'azienda Le Porte-Échappement Universel S.A. Foto di Paolo Monti, 1961

- 1953-1956 Casa Perissinotto, Padova
- 1953-1956 Completamento di villa Romanelli, Udine
- 1954 Negozio Morassutti, Milano
- 1955 Progetto di grattacielo a Genova
- 1956 Villa Morassutti, San Martino di Castrozza (TN)
- 1956-1958 Chiesa Mater Misericordiae, Baranzate di Bollate (MI)
- 1957-1960 Casa per vacanze, San Martino di Castrozza (TN)
- 1959 Edificio industriale Morassutti, Padova
- 1959-1962 Casa a tre cilindri ed altri edifici residenziali di via Gavirate, Milano
- 1960-1962 Edificio residenziale in via Quadronno, Milano
- 1962-1964 Villa von Saurma, Termini di Sorrento (NA)
- 1963 Progetto per il concorso In/Arch "Domosic"
- 1964 Unità residenziale Le Fontanelle a San Martino di Castrozza (TN)
- 1965 Edificio industriale, Longarone (BL)
- 1969-1970 Villa Carlevaro, Segrate (MI)
- 1970-1974 Centro istruzione IBM, Novedrate (CO)
- 1971 Progetto di concorso per il centro residenziale dell'Università di Padova
- 1974 Sedia e tavolo per Bernini
- 1978 Mensa per l'Università di Padova
- 1980-1981 Quartiere residenziale, Castelnuovo di Conza (SA)
- 1984-1985 Campanile della chiesa Mater Misericordiae, Baranzate di Bollate (MI)
- 1988 Progetto del complesso parrocchiale dei Santi Giovanni e Giacomo, Milano
- 1990 Progetto di concorso Una porta per Venezia
- 1991 Progetto di concorso per il polo direzionale Garibaldi-Repubblica a Milano
- 1994-1999 Progetto di sistemazione, recupero e ampliamento della chiesa Mater Misericordiae, Baranzate di Bollate (MI)
- 2004 Progetto di concorso per la riqualificazione della Darsena a Milano